# شلومو گورین
شلومو گورین (عبری: שלמה גורן‎؛ ۳ فوریه ۱۹۱۷ – ۲۹ اکتبر ۱۹۹۴ (سال ۷۷)) ربی اهل اسرائیل بود.
وی همچنین برندهٔ جایزه اسرائیل شده‌است.